# Pomponio Gaurico
Pomponio Gaurico (Gauro di Giffoni, 1482 circa – Castellammare di Stabia, 1530) è stato un umanista e storico dell'arte italiano.

## Biografia

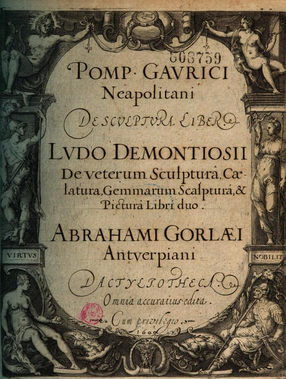

Nato in uno dei "casali" dell'allora contea di Giffoni da Cerelia e Bernardino (grammaticus dell'epoca), seguì probabilmente il padre nei suoi frequenti viaggi. Nel 1498 era a Barletta da dove s'imbarcò per Costantinopoli; poi raggiunse il fratello Luca allo Studio di Padova. Qui si dedicò anche alla scultura (bronzistica), di questo periodo rimane il trattato De sculptura edito il 25 dicembre 1504 presso la stamperia di Filippo Giunta in Firenze, ma finito di scrivere molto probabilmente entro il 1503. L'opera, scritta in un latino elegante e arricchito di termini greci, è dedicata ad Ercole, duca di Ferrara. L'impostazione evidenzia un'impostazione platonica e analogie con i problemi di retorica.
A Padova non terminò gli studi e dal 1510 al 1512 fu probabilmente a Roma col fratello Luca, ormai astrologo affermato. Insegnò greco e latino all'Università di Napoli tra il 1512 e il 1519.